# 15884 Maspalomas
15884 Maspalomas è un asteroide della fascia principale. Scoperto nel 1997, presenta un'orbita caratterizzata da un semiasse maggiore pari a 2,3325657 UA e da un'eccentricità di 0,0538339, inclinata di 7,05958° rispetto all'eclittica.